# Incendie du grand magasin Taiyo
L'incendie du grand magasin Taiyo en 1973 a lieu dans le centre de la ville de Kumamoto au Japon. L'incendie se déclare à 13h15 le 29 novembre 1973 et 103 personnes meurent dans le brasier. Après l'incendie, les réglementations nationales relatives à la construction des bâtiments sont renforcées, dont l'une impose la construction d'un escalier indépendant à l'extérieur des immeubles de grande hauteur.

## Description
Le grand magasin Taiyo est composé d'un sous-sol et de huit étages. 
Certaines zones sont en construction. C'est le grand magasin le plus populaire dans la ville de Kumamoto à cette époque.
L'incendie se déclare sur la plate-forme d'étapes entre les deuxième et troisième étages sur laquelle les marchandises sont entreposées. La cause de l'incendie n'a jamais été déterminée avec précision. Le système d'extincteurs automatiques à eau ne fonctionne pas à cause des travaux de construction en cours. L'incendie est retransmis en direct à la télévision et il est signalé que la fumée, qui apparaît de différentes couleurs et odeurs, est toxique. Beaucoup de personnes sont sauvées depuis le toit du magasin. Certaines personnes qui sautent sur le plafond d'une salle d'arcade située à proximité et en cours de construction sont blessées.
Le bilan total est de 100 victimes. Parmi les employés du grand magasin, 10 hommes et 36 femmes sont morts, ainsi que trois femmes travaillant à temps partiel et trois ouvriers du chantier. Parmi les clients, 16 hommes et 32 femmes sont morts. Les causes de décès se répartissent en 70 décès par intoxication au dioxyde de carbone et 30 décès par suffocation. Quarante-trois hommes et 77 femmes sont blessés. Soixante et onze corps sont retrouvés : deux au deuxième étage, 11 au troisième étage, un au quatrième étage, 26 au cinquième étage, 30 au sixième étage et un au septième étage. L'incendie est l'un des plus meurtriers grands incendies de magasins au Japon.

## Analyses
L'« Association des médecins de la ville de Kumamoto » indique plus tard que tous les médecins de l'association doivent se préparer à de telles catastrophes et organiser des équipes de secours avec des instruments médicaux appropriés. Les blessés doivent être sauvés et transférés dès que possible. Il doit y avoir un système unifié qui donne des directives lors de telles catastrophes à grande échelle. Les praticiens doivent travailler à titre bénévole. 
Peu de temps après le sinistre, un universitaire observe le grand magasin incendié et fait les commentaires suivants .
- La fumée provient d'une boîte en carton, un employé à temps partiel en informe les employés A et B qui à leur tour informent le chef de section D et 4 ou 5 personnes se précipitent sur place. Un tuyau d'incendie ne fonctionne pas à cause de la basse pression. Un extincteur ABC est bien présent bien qu'ils n'aient peut-être pas su comment s'en servir ; 20 seaux d'eau se révèlent inefficaces. Le pare-feu est descendu après que le bouton a été activé deux fois mais certains coussins japonais se trouvent là et prennent feu.
- La réponse du grand magasin est inappropriée. L'opérateur téléphonique E reçoit l'appel d'incendie de A et B et transmet l'appel au chef F qui dit composer le 119 mais cet appel n'atteint pas la caserne des pompiers. Le système de radiodiffusion intérieur requiert l'autorisation d'un supérieur qui ne peut être joint. L'opérateur E peut voir ce qui se passe mais il s'échappe dans l'ascenseur avec les autres employés.
- D'autres facteurs comprennent le manque d'éclairage ambiant, de nombreuses personnes déclarent que l'électricité est hors-service et que la fumée obscurcit l'intérieur. Privés des indications du personnel, il est difficile pour les clients de trouver les ascenseurs des employés afin de s'échapper. Avec l'aide des employés, 70 personnes qui se trouvent dans la salle à manger et 60 employés se réfugient vers le toit.

## Conséquences
L'incendie du grand magasin Sennichi en 1972 et celui du grand magasin Taiyo l'année suivante, font de nombreuses victimes ce qui entraîne finalement des modifications de la loi sur les normes de construction et sur les moyens de lutte contre les incendies. Ces modifications imposent des mesures pour empêcher la fumée d'entraver l'évacuation.

## Source de la traduction
- (en) Cet article est partiellement ou en totalité issu de l’article de Wikipédia en anglais intitulé « 1973 Taiyo Department Store fire » (voir la liste des auteurs).